# 宰琴基
50°3′19″N 36°8′19″E / 50.05528°N 36.13861°E
宰琴基（烏克蘭語：Зайченки）是位於烏克蘭東部的村莊，由哈爾科夫州哈爾科夫區的小丹尼利夫卡市鎮負責管轄。該村始建於1938年，面積0.04平方公里，海拔高度161米，2001年人口19，人口密度每平方公里527.8人。